# روجر فورد
روجر فورد (بالإنجليزية: Roger Ford)‏ هو مصمم الإنتاج أمريكي، ولد في القرن العشرين.

## وصلات خارجية
- روجر فورد على موقع IMDb (الإنجليزية)
- روجر فورد على موقع ميوزك برينز (الإنجليزية)
- روجر فورد على موقع قاعدة بيانات الفيلم (الإنجليزية)